# Young Betti
Young Betti (Pest, 1833. május 24. – Bécs, 1887. szeptember 26.) német színésznő, Mink Teréziának, az egykor ünnepelt pesti színésznőnek egyetlen leánya.

## Pályafutása
Édesanyja operett-színésznőnek nevelte, s föllépett Münchenben, Hágában és Bécsben, mindaddig, míg férjhez nem ment Young Józsefhez; ekkor végképp lelépett a színpadról. Kisebb színműveket, regényeket és elbeszéléseket írt, melyek mind külföldön: Bécsben, Breslauban és Münchenben jelentek meg (ezeket felsorolja Wurzbach). Munkatársa volt 15 éven át a Fliegende Blätternek. 